# Naxi
Cette page contient des caractères spéciaux ou non latins. S’ils s’affichent mal (▯, ?, etc.), consultez la page d’aide Unicode.
Pour les articles homonymes, voir Naxi (homonymie).

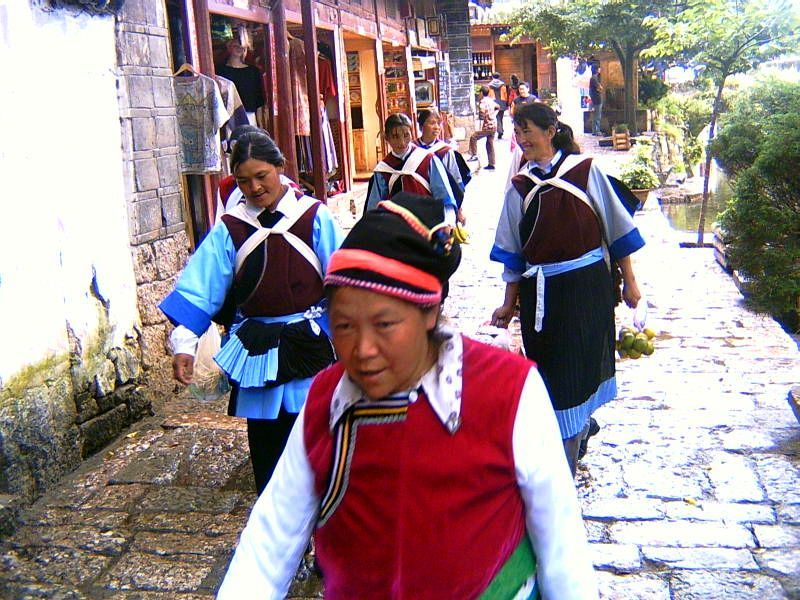
Femmes naxi (en noir et bleu) précédées par une femme bai (en blanc et rouge), portant leurs tuniques traditionnelles (Lijiang, 2002)

Les Naxi (chinois simplifié : 纳西族 ; chinois traditionnel : 納西族 ; pinyin : nàxī zú) sont l'un des 56 groupes ethniques de Chine. Ils vivent dans le Yunnan.
Au recensement de 2010, ils vivaient principalement dans la préfecture de Lijiang（240 580) et, dans une moindre mesure, les préfectures voisines : la préfecture autonome tibétaine de Diqing (46 402), la Préfecture autonome bai de Dali (4 686) et la Préfecture autonome yi de Chuxiong (759). Certains résident également dans la province du Sichuan voisine, la Préfecture autonome yi de Liangshan (5 639) et la Préfecture autonome tibétaine de Garzê (771).
Jadis, ce peuple utilisait plusieurs appellations pour s'autodésigner : Naxi 纳西, Nari 纳日, Naheng 纳罕 ou Nahan 纳罕. En langue naxi, Na signifie « grand » ou « noir » et Xi (ou ri, heng, han) « peuple, gens ».
Traditionnellement, les lettrés chinois désignaient ces populations non-han de la périphérie de l'empire par les termes de Mosha yi 摩沙夷, de Moxie man 磨些蛮 et de Mosuo 摩梭, avant que l'administration chinoise ne décide en 1954 d'adopter le nom unifié de Naxi et de remplacer les génériques dépréciatifs de « barbares » (yi 夷 et man 蛮) par le terme de « nationalité, ethnie » zu 族.

## Histoire

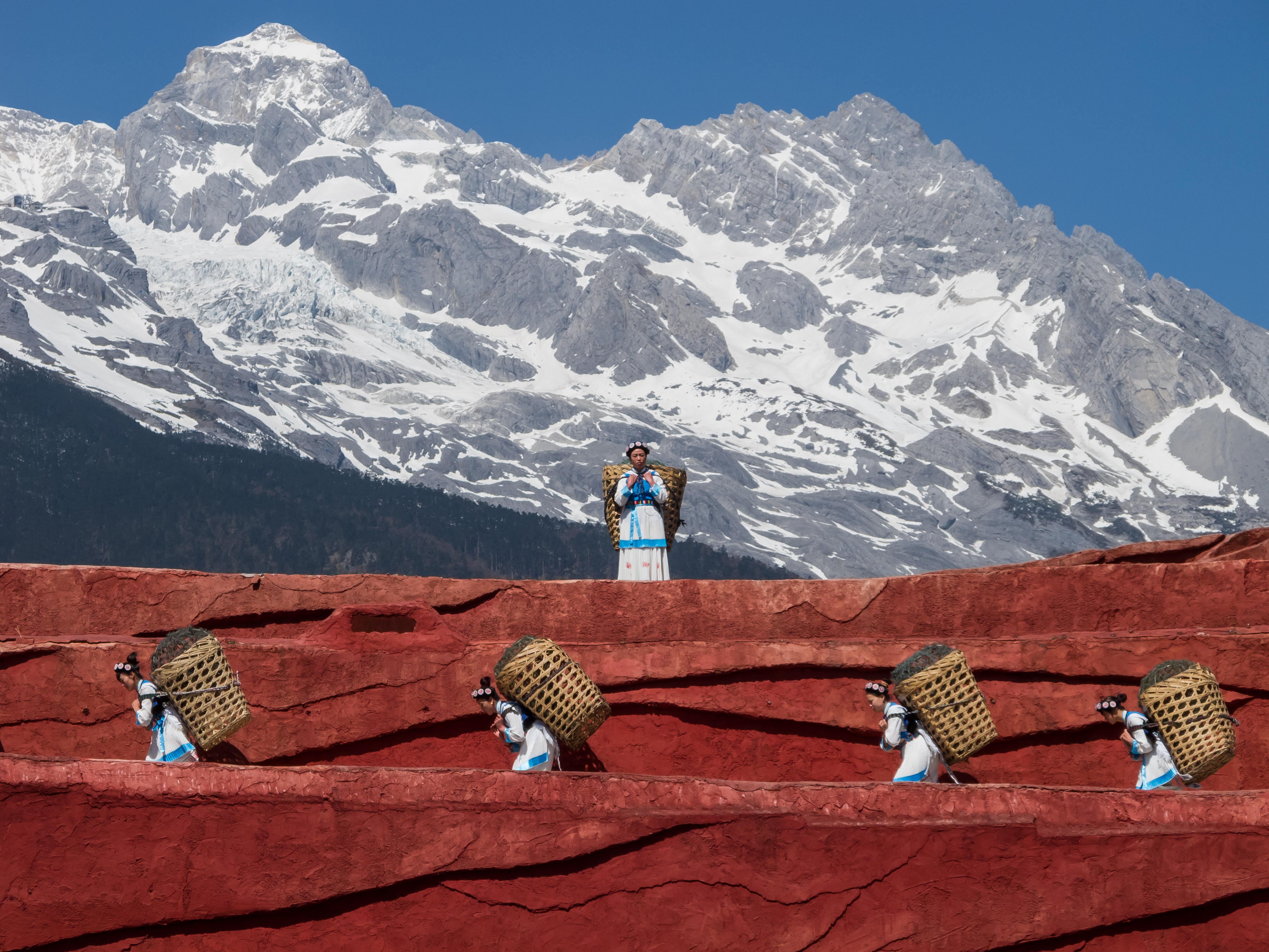
Femmes naxi portant des paniers dans une mise en scène

Les Naxi sont issus des proto-Qiang, peuple de pasteurs nomades qui se considèrent comme les descendants des Tangoutes. Ils ont constitué un État dans le nord-ouest de la Chine au XIe siècle, dans la vallée du Fleuve Jaune (entre les actuels Gansu et Shaanxi). Selon les Chroniques de Huayang (华阳国志, huáyáng guó zhì), les « barbares » Mosha (摩沙夷, móshā yí), ancêtres des Naxi, migrent, durant la dynastie impériale des Han orientaux (25-221), au nord-ouest du Yunnan. Ils s'installent dans l'actuelle région frontalière du Sichuan, dans les vallées de la Dadu (大渡河) et du Yalong (雅砻江). Ils n'auraient rejoint la plaine de Lijiang et la vallée du cours supérieur du Yangzi Jiang (nommé là Jinsha jiang) que bien plus tard, sous la dynastie Tang (618-907). Suivant les chroniques locales Yunnan Zhi et Hua Yang Guo Zhi, les Moxie man (磨些蛮) fondent le royaume de Moxiezhao, également appelé Yuezhezhao, dans la région de Lijiang. Incorporée dans le royaume de Nanzhao en 732, la région connaît un grand développement. Pendant plusieurs siècles, les Naxi se trouvent au point de friction des trois puissants empires des Tang, des Nanzhao et des Tubo. Les influences culturelles de ces royaumes se retrouvent dans la culture dongba (东巴) propre aux Naxi. Elle connaît en particulier un essor au XIe siècle lorsque Lijiang devient un centre économique, politique et culturel important.
Au XIIIe siècle, les armées mongoles de Kubilai Khan renversent le royaume de Dali et prennent le contrôle des différentes chefferies mosuo des environs. Sous la dynastie mongole Yuan, la responsabilité de l'administration locale est laissée aux chefferies indigènes. Les chefs traditionnels, nommés tusi (土司), conservent leur pouvoir et leurs titres héréditaires, à condition de fournir des troupes, de maintenir l'ordre et de payer tribut à l'empereur. Ils se chargent de prélever les taxes qu'ils faisaient parvenir à la cour impériale sous forme d'argent et de grain.
Sous la dynastie Ming (1368-1644) qui succède aux Yuan, les familles de tusi naxi reçoivent le nom chinois de Mu (木). Et c'est sous ce nom que ce clan formera une lignée dynastique continue de rois de Lijiang, jusqu'au XXe siècle.
Le clan Mu des tusi met sur pied une armée pour protéger les populations locales. Ils tentent aussi à plusieurs reprises de s'emparer de terres au Sichuan et jusqu'à la frontière birmane. Mais les troupes devaient toujours être déployées sur ordre du gouvernement central chinois. Au XIVe et XVe siècles, les rois de Lijiang s'efforcent de contenir la pression des armées tibétaines qui cherchent à s'emparer du Yunnan. Durant l'époque de l'empereur Wanli, ils vainquent les Tibétains et annexent le district de Weixi. Ils devinrent les protecteurs laïcs du maître spirituel Karmapa, de l'école Karma-kagyu dominants dans la région. Le clan Mu a ainsi constamment manifesté sa loyauté à l'empereur.
Historiquement des éleveurs, les Naxi deviennent, une fois fixés dans la région de Lijiang, des agriculteurs. La transition de l'élevage à l'agriculture se serait faite[Selon qui ?] entre le Xe et le XIIIe siècle. Ils profitent aussi de la position centrale de Lijiang entre le Tibet, le sud de la Chine et le Sichuan, pour faire de cette cité un grand centre commercial. Les populations Han, Bai et Yi viennent y échanger leurs produits contre des marchandises naxi, comme le tissu, les tapis, l'or, le talc ou les chevaux. La ville est un marché important sur la Route du thé et des chevaux, menant du sud Yunnan au Tibet Central. Les muletiers Naxi et Tibétains conduisent des caravanes de centaines d'animaux de bât chargés de thé du sud Yunnan, par les pistes de montagnes escarpées, jusqu'au Tibet central. Dans le voyage de retour, ils ramènent du cuir, du musc, des produits médicinaux et des chevaux.
Le roi de Lijiang (dont la capitale est Lijiang) et précédemment intégré au royaume de Nanzhao (737 – 902/937), puis au Royaume de Dali 937 — 1253) et dans le Yunnan, ayant entendu parler des enseignements du 8e Karmapa[pas clair], Mikyö Dorje, invite le jeune Karmapa à visiter son pays. Le troisième jour du quatrième mois de l'année de rat de feu 1516, Karmapa rencontre le roi du Jiang qui vient à sa rencontre à la frontière du Tibet.
Le 10e Karmapa, Chöying Dorje, est lui aussi reçu par le roi du Li Jiang an 1645. Au cours de ses voyages à travers le Népal, la Birmanie, jusqu'au nord du Yunnan, il construit plusieurs monastères. Ainsi, par exemple, Ogmin Namling à Lashiba, est le premier monastère bouddhiste construit dans cette région du Yunnan peuplé de Naxi. Les pierres religieuses de Mani peuvent être aussi trouvées dans certains foyers Naxi, surtout parmi le sous-groupe moso[pas clair].
Durant la dynastie Qing des Mandchous, l'administration indirecte par les tusi est maintenue jusqu'à l'empereur Yongzheng qui demande en 1723 qu'on mette fin au système tusi héréditaire et qu'une gestion directe soit instaurée par l'intermédiaire de fonctionnaires mobiles. Cette politique, appelée gai tu gui liu (改土归流) s'accompagne d'une diminution des impôts, de la libération de plus de 500 esclaves. Les nouveaux dirigeants établissent une bibliothèque[Où ?] et encouragent à étudier et à abandonner les anciennes coutumes.
Au milieu du XIXe siècle, en raison d'une forte animosité entre la communauté Han faite d'immigrés récents et celle des musulmans Hui bien intégrés aux populations tibéto-birmanes du Yunnan du sud-ouest, les milices Han organisent, avec le soutien de l'administration, des massacres systématiques de Hui. En réaction, les Hui se soulèvent et s'emparent de Daliet et fondent un sultanat indépendant, anti-Mandchou mais pas anti-Han, de 1856 à 1873. Les Naxi, tout comme les peuples Yi (彝), Lisu (傈僳), Dai (傣) et Bai (白), participent à l'insurrection Hui, jusqu'à l'anéantissement complet du mouvement par les armées mandchoues en 1892.
Durant la Révolution culturelle, les pratiques religieuses Naxi sont interdites.

## Répartition
La population officiellement classée Naxi zu 纳西族 « nationalité naxi » se rassemble principalement dans les régions montagneuses à la jonction des provinces du Yunnan, du Sichuan et de la région autonome du Tibet :
1. dans le sud-ouest du Yunnan : dans la vieille ville de Lijiang, le xian autonome naxi de Yulong[n 3], Weixi 维西, Zhongdian[n 4] (Xianggelila), les xian de Ninglang et de Yongsheng[n 5] 永胜,
2. dans le Sichuan[n 6] : Yanbian 盐边, Muli 木里
3. au Tibet : Mangkang 芒康.

D'après le recensement de 2000, la population naxi s'élève à 308 839 personnes.
La majorité se trouve dans la région de Lijiang où se trouvent 201 066 Naxi (soit 58 % de la population du district autonome).
Le reste de la population est éparpillé dans diverses régions comme au Sichuan, où sont répertoriés 8 725 Naxi et au Tibet où on trouve 1 223 Naxi.

## Culture

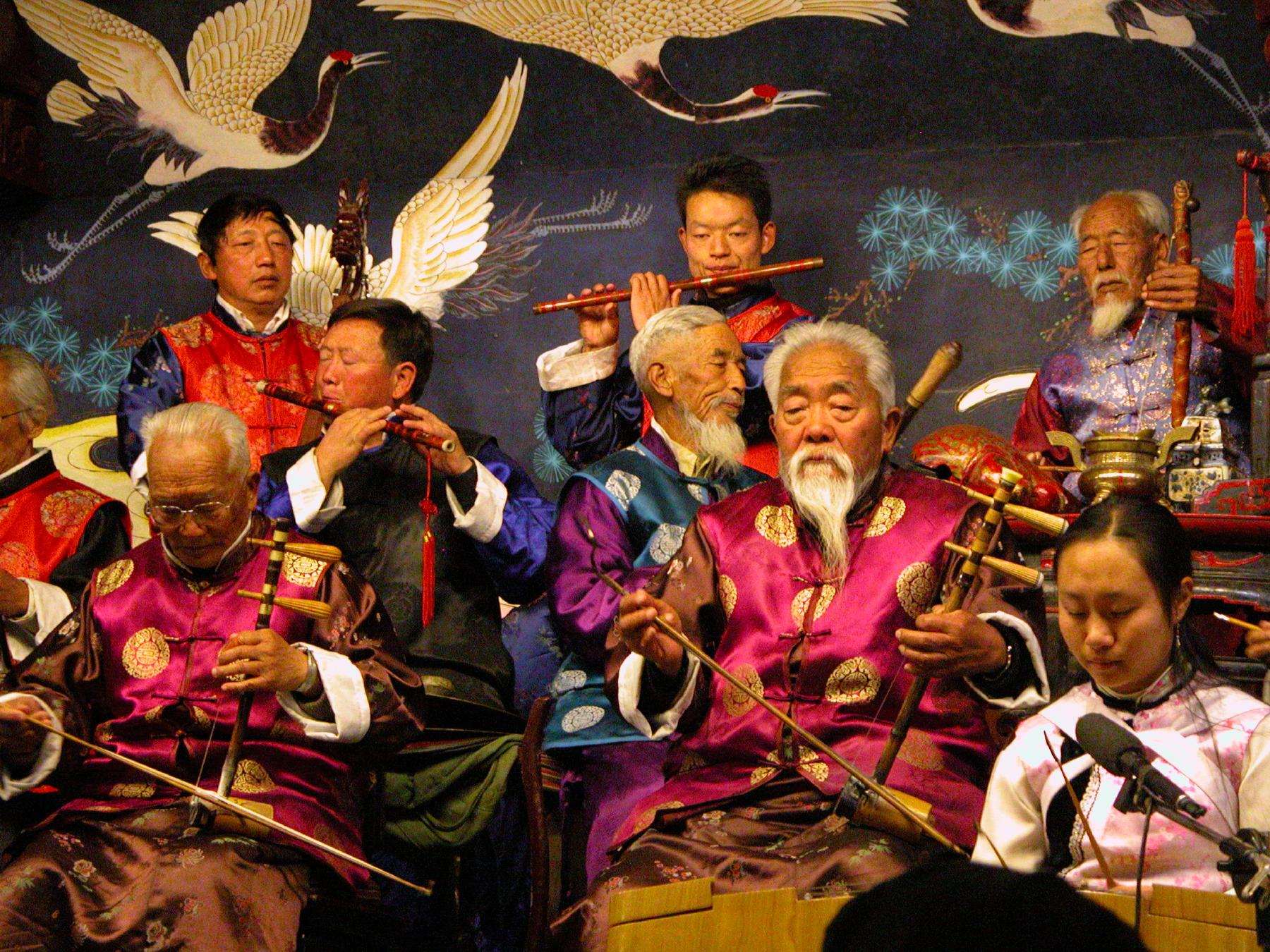
Musiciens naxi

### Culture dongba

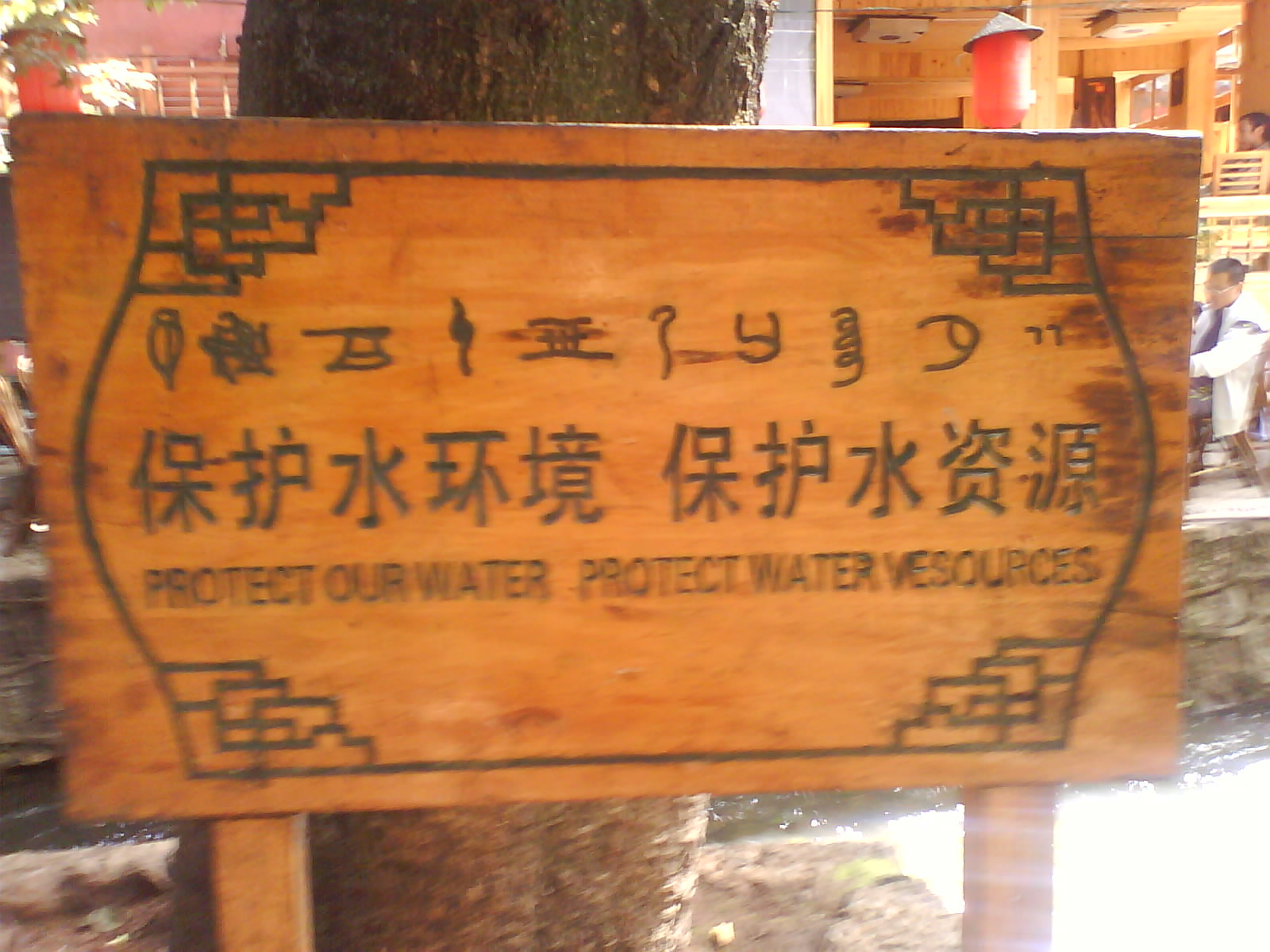
Panneau en écriture dongba, sinogrammes et anglais demandant de protéger les ressources en eau dans les rues de Lijiang

Comme cette ancienne culture se fondait sur la religion et que les prêtres étaient appelés « dongba », elle prit le nom de « culture dongba » et sa religion celui de « religion Dongba ». Le culte de la nature, et plus particulièrement celui des eaux et des montagnes, est un des fondements de la religion dongba ; c'est une variante du Bön, religion qui précéda le bouddhisme au Tibet.
Suivant les légendes dongba, Cong s'est marié avec la déesse Cheng, ils sont tous deux les ancêtres des Bai, des Naxi et des Tibétains (ethnie majoritaire du plateau du Tibet).
Comme toute culture minoritaire, la culture dongba tend à se disperser et à disparaître lentement. Il ne reste plus que quelques maîtres capables de lire les écrits de cette culture.
C'est pour ces raisons, afin de sauvegarder ce patrimoine rare et non reproductible de l’humanité, que la collection des derniers « manuscrits littéraires dongba » des Naxi, rescapés des autodafés de la grande révolution culturelle de 1966, a été inscrite sur la « Liste Mémoire du monde » de l'Unesco, en 2003, lors de la 6e réunion de l'IAC (International Advisory Committes) pour le Programme Mémoire du monde de cette organisation, qui s'est tenue à Gdańsk, en Pologne.
Aujourd'hui, l'Institut de recherche sur la culture dongba de Lijiang est chargé de faire des recherches et de conserver les traces de cette culture. Près de Lijiang, un village naxi est protégé, utilisé par les Naxi et servant à conserver et montrer la culture Naxi (religion et rituels, tissage, fabrication de papier, d'alcool, etc.). On peut également voir dans les vieux quartier de Lijiang, des maisons artisanales utilisant les méthodes traditionnelles naxi. He Pinzheng (和品正), un chercheur de cet institut, d’ethnie Naxi, a notamment compilé un dictionnaire de l'écriture et la langue dongba naxi (voir Bibliographie pour les références).
Les panneaux indicateurs de Lijiang sont à la fois en écriture dongba, en chinois, et également souvent en anglais.

### Écriture naxi

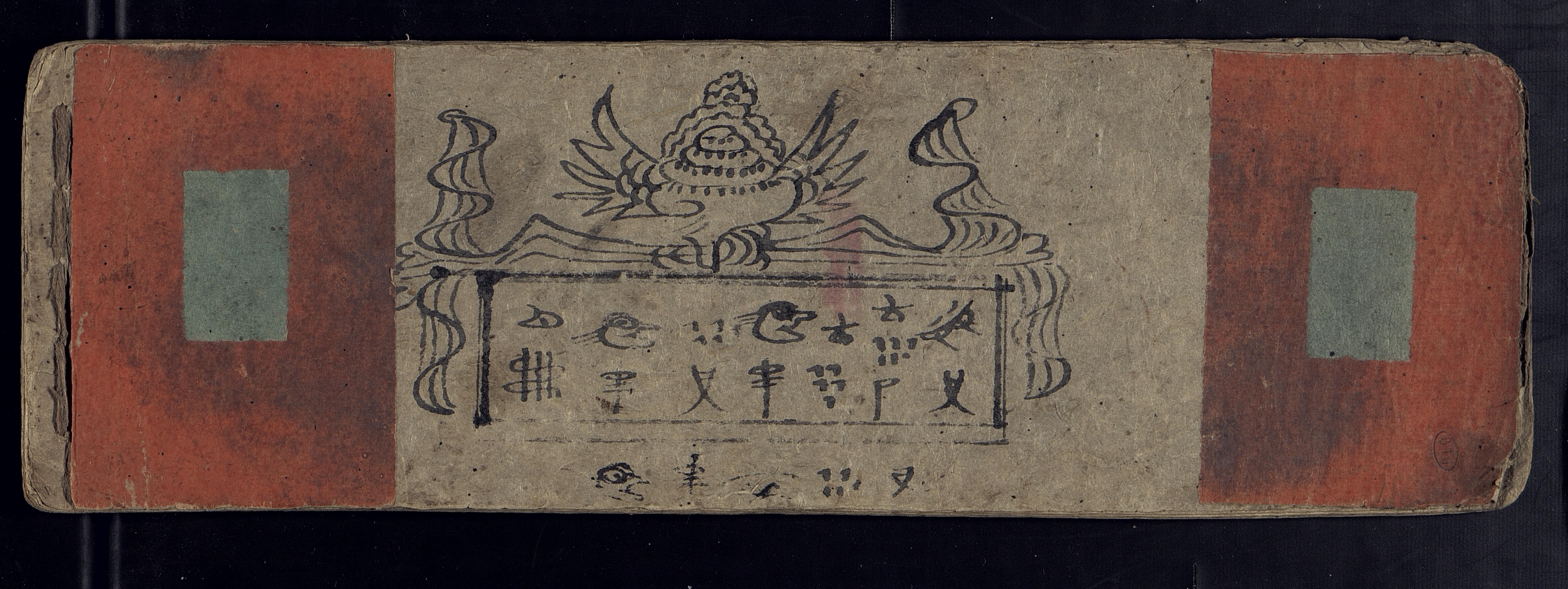
Manuscrit naxi du XIXe siècle Ya de gui de zhou yu jing shu (Bibliothèque numérique de la BULAC).

Les Naxi sont une minorité chinoise possédant leur propre écriture (écriture dongba, variante de l'écriture daba dont l'autre est celle des Moso). Les ancêtres des Naxi ont su créer un système d’écriture de plus de deux mille caractères, en utilisant des pictogrammes spéciaux pour exprimer leurs coutumes et transcrire leurs écrits. L'écriture naxi est considérée comme la seule écriture pictographique encore en usage dans le monde. Chaque caractère équivaut à un mot, et le dessin représente le mot de façon graphique et non abstraite. La plupart des mots représentés sont en rapport avec le mode de vie ancestral des Naxi et concernent l'agriculture, la nature, la religion ou la guerre. Si l'écriture chinoise a évolué pendant des millénaires, à partir de pictogrammes et d'idéogrammes originels, pour devenir un système d'idéo-phonogrammes complexe, dont il est parfois très difficile de deviner l'origine, l'écriture naxi, qui à environ mille ans, est restée originelle. Elle utilise un système de représentation simple, permettant de deviner le sens de nombre de pictogrammes sans trop d'efforts, car ils sont purement descriptifs : si comme dans le chinois, le caractère « arbre » ressemble à un arbre, le caractère « homme » à un homme, des détails graphiques sont également ajoutés pour préciser l'objet représenté. Cela peut être la forme du chapeau ayant une représentation de la fonction du personnage, des tâches sur un animal le distinguant d'une espèce proche, le nombre de pétales sur une fleur, etc.

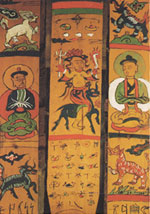
Écriture naxi sur de vieux manuscrits conservés à Lijiang

Les Naxi de Lijiang (丽江) ont une écriture pictographique servant à noter les récits mythologiques de la religion traditionnelle dongba, qui est une survivance de la religion prébouddhiste Bonpo du Tibet. La religion dongba est une sorte de paganisme lamaïsé, une forme d'animisme chamanique, dans laquelle la foi tire son nom de ses prêtres, que l'on appelle précisément « dongba ». La culture naxi est en effet influencée à la fois par les cultures tibétaine et chinoise.
Les Naxi parlent une série de dialectes probablement plus proches des langues qianguiques ou lolo-birmanes que des autres branches de la famille tibéto-birmane (groupe des langues sino-tibétaines). Le naxi est une langue isolante à quatre tons, comme le mandarin standard.
Au début du XXe siècle, un linguiste et botaniste autrichien, Joseph Rock, a rédigé le premier dictionnaire naxi, contribuant beaucoup en cela à la préservation et à la diffusion de la culture naxi, notamment à travers le magazine National Geographic.
Aujourd'hui, un institut spécialisé sur la culture dongba, sous l'égide de la République populaire de Chine et de l'UNESCO, répertorie toutes les spécificités de la culture et publie un dictionnaire trilingue dongba (pictogrammes et prononciation), hanzi, anglais.

### Société matriarcale, matrilinéaire et système familial
Les Naxi sont historiquement liés aux Na (Moso). Cai Hua, chargé de recherche à l'académie des sciences sociales du Yunnan, puis chercheur associé au CNRS à Paris, a étudié la société na (moso) et conclu qu'il s'agissait d'une société matrilinéaire et matrilocale, c'est-à-dire que la filiation se fait par la mère et que tous les enfants — hommes et femmes — vivent dans la maison de la mère, de leur naissance jusqu'à leur mort. Ces pratiques, qui sont encore observables au XXIe siècle chez les Na, n'ont plus cours chez les Naxi depuis la mise en place de pratiques confucéennes décidée par les seigneurs de Lijiang.

## Musique
He Wenjun (和文军) est un chanteur de la minorité naxi qui interprète en langue naxi des chansons populaires contemporaines d'influence folklorique naxi.

## Génétique
La population naxi actuelle a été modélisée comme un mélange d'environ 39 % d'ascendance du plateau tibétain du sud-est et d'environ 61 % d'ascendance liée aux Asiatiques de l'Est des basses terres.